# Takkenzaag

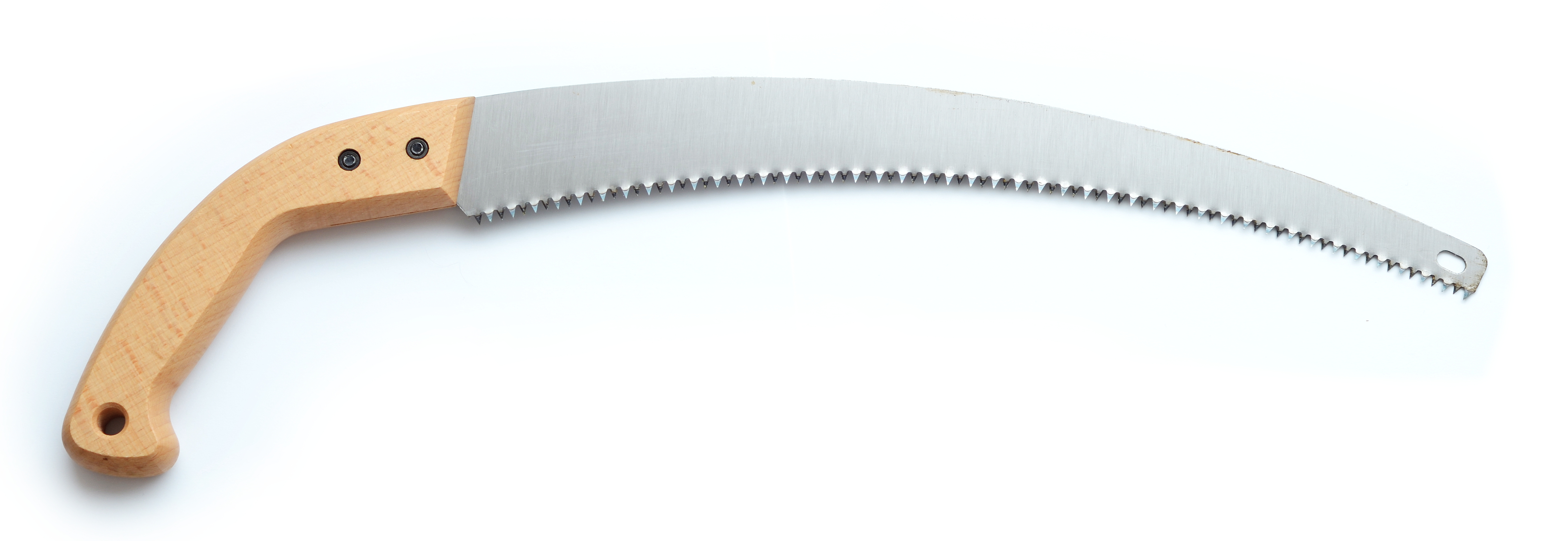
Snoeizaag met gebogen blad

Een takkenzaag of snoeizaag is een handzaag die geschikt is voor het snoeien van bomen en flinke struiken. Hij wordt gebruikt voor takken die te dik zijn voor een takkenschaar. Het blad van de takkenzaag heeft grove tanden om door het levende hout te kunnen zagen en is vaak enigszins gekromd van vorm, zodat de tak niet onder de zaag wegglijdt tijdens het zagen.
Om vanaf de grond takken te zagen die hoog in een boom zitten is er de stokzaag. Het is een takkenzaag die voorzien is van een lange, veelal uitschuifbare steel.
Er is ook een elektrische snoeizaag, die een combinatie is van een snoeischaar (knipbeweging) en een snoeizaag (zaagbeweging).